# 別離 (2011年の映画)
『別離』(べつり、ペルシア語: جدایی نادر از سیمین、英: Nader and Simin, A Separation) は、2011年のイランのドラマ映画。
監督はアスガル・ファルハーディー、出演はレイラ・ハタミとペイマン・モアディなど。
イランのテヘランを舞台に、離婚を決めたある夫婦とその周囲の人間模様を描いている。
第61回ベルリン国際映画祭のコンペティション部門に出品され、最高賞である金熊賞と、女優賞、男優賞の2つの銀熊賞の計3部門で受賞を果たした。第84回アカデミー賞ではイラン代表作品として外国語映画賞を受賞したほか、脚本賞にもノミネートされた。

## ストーリー
ナデルとシミンは14年来の夫婦で、11歳の娘テルメーとテヘランで暮らしている。家族は中産階級の上流に属し、夫婦は離婚の淵に立たされている。シミンは夫と娘とともに国を出たいのだが、ナデルはアルツハイマー型認知症を患う父のことを心配し、国に留まりたいと考えている。そこでシミンは家庭裁判所に離婚許可を申請するが、認められなかったため、彼女はいったん夫の許を離れ実家に帰る。
ナデルは父の世話のためにラジエーという若く敬虔で貧しい娘を雇う。ラジエーは短気な夫ホッジャトに無断でこの仕事を得ていた。しかもホッジャトが無職のため家族の生活はこの仕事に依存していた。ある日、ラジエーはナデルの父をベッドに縛りつけ、閉じ込めて出かける。ベッドから落ちた彼は、帰宅したナデルとテルメーに意識不明で発見される。激昂したナデルは、帰ってきたラジエーを怒鳴りつけてアパートの玄関から無理に押し出し、ラジエーは階段に倒れ込む。その夜、ラジエーは妊娠していた胎児を流産してしまう。
ラジエーとホッジャトはナデルが胎児を死に至らせたとして告訴し、ナデルの裁判が始まる。
争点はナデルがラジエーの妊娠を知っていたかどうかに絞られる。ナデルは妊娠しているとは知らなかったとする一方で、自分がラジエーを押し出しても、位置や力の加減からして階段に倒れ込むことはなく、流産の直接の原因にはなりえないと主張し、逆に、父をベッドに縛り付けて放置した罪でラジエーを告訴する。ホッジャトとナデルの感情的な対立が深まり、ホッジャトはナデルの娘テルメーの学校にまで押し掛け、ナデルやテルメーを貶める発言をするなど、行動がエスカレートして行く。
一方、テルメーはナデルがラジエーの妊娠を知らなかったとする証言に疑問を抱いていた。そして、ラジエーがナデルの父をベッドに縛り付けて出かけた先が病院であると知ったナデルが、その病院を教えたのがテルメーの学校の教師で家庭教師でもあるギャーライ先生であることを知っていたことから、テルメーはナデルの嘘を確信する。ナデルに真実を迫るテルメーの姿に、ナデルは自分の嘘を認める。しかし、後日、判事に証言を求められたテルメーは父親をかばうために嘘の証言をしてしまう。
取り巻く異常な状況の中で精神的に追いつめられたテルメーを見かねた母シミンは、テルメーを守るためにホッジャトとラジエーに慰謝料を払うことで示談でおさめようとするが、ナデルは自分の罪を認めることになるとして拒否する。こうしてナデルとシミンの間の溝は一層深まって行く。
示談の話が進む中、ラジエーはシミンに、事件の前日にナデルの父が町中に出てしまい、彼をかばうために車にはねられ、その夜から腹痛がしていたとの事実を告白する。夫ホッジャトにそれを話せば殺される、しかし真実を隠して慰謝料をもらうことは罪であり、それは幼い1人娘ソマイェに災いをもたらすとラジエーは怯える。
シミンとナデル、そしてテルメーの3人はホッジャトとラジエーの家に行き、そこで慰謝料の支払いを含めた示談の手続きをする。ナデルは最後に、ナデルのせいで流産したことをコーランに誓うようにラジエーに求めるが、ラジエーは怯えて逃げ出す。それを追って来たホッジャトにラジエーはようやく真実を語る。ホッジャトは激しいショックを受け、自分の愚かさを激しく責める。
しばらくしてナデルとシミンの離婚手続きが行なわれる。両親のどちらについて行くか判事に問われたテルメーは両親の前では話せないとして、ナデルとシミンは部屋を出て行き、廊下で待ち続ける。

## キャスト
- シミン - レイラ・ハタミ（日本語吹替：岡寛恵）
- ナデル - ペイマン・モアディ（英語版）（日本語吹替：落合弘治）
- ホッジャト - シャハブ・ホセイニ（英語版）（日本語吹替：板倉光隆）
- ラジエー - サレー・バヤト（英語版）（日本語吹替：小林さやか）
- テルメー - サリナ・ファルハーディー（英語版）（日本語吹替：下山田綾華）
- ナデルの父 - アリ＝アスガル・シャーバズィ（ペルシア語版）
- シミンの母 - シリン・ヤズダンバクシュ（英語版）
- ソマイェ - キミア・ホセイニ（ペルシア語版）： ラジエーとホッジャトの娘。
- ギャーライ先生 - メリッラ・ザレイ（英語版）
- 判事 - ババク・キャリミ（英語版）

## 製作
映画はファルハーディーの個人的な体験や抽象的なイメージから生まれた。彼が製作を決めたのは初上映の約1年前で、その後すぐに執筆と資金集めを終えた。ファルハーディーによると本作は『彼女が消えた浜辺』からの「当然の成り行き」であった。本作は、彼の前3作品と同様に政府の支援を一切受けていない。『彼女が消えた浜辺』の成功により、資金は滞りなく集められた。本作はモーション・ピクチャー・アソシエーション・アジア太平洋映画賞アカデミー・フィルム・ファンドから2万5,000米ドルの助成を得た。
2010年9月、ファルハーディーはイラン文化イスラーム指導省により映画製作を禁止された。これは彼がある受賞スピーチでイランの映画関係者を擁護する発言をしたためである。特に彼はモフセン・マフマルバフとジャファール・パナヒのイラン映画界への復帰を望む旨を表明した。マフマルバフは国外、パナヒは勾留中であり、2人とも「緑の運動」に関与していた。禁止令はファルハーディーが発言についての弁明と謝罪を述べたことにより、2010年10月初旬までに解除された。

## 公開
映画は2011年2月9日、テヘランで開催された第29回ファジル国際映画祭で初上映された。その6日後には第61回ベルリン国際映画祭のコンペティション作品として上映された。ファルハーディーは2009年、第59回の同映画祭で『彼女が消えた浜辺』により銀熊賞 (監督賞) を受賞している。
日本では2011年9月16日、アジアフォーカス・福岡国際映画祭で初めて上映された。

## 評価

### 映画賞
- 映画はファジル国際映画祭で監督賞、脚本賞、撮影賞、録音賞と観客賞を受賞した[7]。ベルリン映画祭では、作品自体が金熊賞を、女性キャストが銀熊賞 (女優賞) を、男性キャストが銀熊賞 (男優賞) をそれぞれ受賞したほか、全キリスト教会賞とベルリナー・モルゲンポスト読者賞をも獲得した[8]。審査委員長を務めたイザベラ・ロッセリーニによると、金熊賞の授賞は満場一致によるものであった[9]。ファルハーディーは受賞を全く予期していなかった。また受賞は「祖国の人々のことを思うとてもよい機会だ」と語った[10]。ベルリンから帰国したファルハーディーを空港で迎えたイランのファーラービー映画財団理事長アフマド・ミラライーは「イラン映画界は受賞を誇りにしている」と述べた[11]。

- 第84回アカデミー賞では脚本賞と外国語映画賞にノミネートされ、後者で受賞を果たした。授賞式でファルハーディーは「この賞を祖国の人々に捧げる。あらゆる文化・文明を尊重し、敵意と憎しみを嫌う人々だ」と語った[12]。イラン・イスラム共和国放送は同賞にイスラエル映画『フットノート』がノミネートされていたことから、受賞を「シオニスト政権の映画に対する勝利」として報じた[13]。

- アジアフォーカス・福岡国際映画祭では「福岡観客賞」を受賞した[14]。

| 賞                                     | 部門                                           | 対象                       | 結果       |
| -------------------------------------- | ---------------------------------------------- | -------------------------- | ---------- |
| ファジル国際映画祭                     | クリスタル・シムルグ賞監督賞                   | アスガル・ファルハーディー | 受賞       |
| ファジル国際映画祭                     | クリスタル・シムルグ賞脚本賞                   | アスガル・ファルハーディー | 受賞       |
| ファジル国際映画祭                     | クリスタル・シムルグ賞撮影賞                   | マームード・カラリ         | 受賞       |
| ファジル国際映画祭                     | クリスタル・シムルグ賞録音賞                   | マフムード・サマクバシ     | 受賞       |
| ファジル国際映画祭                     | 名誉賞助演男優賞                               | シャハブ・ホセイニ         | 受賞       |
| ファジル国際映画祭                     | 名誉賞助演女優賞                               | サレー・バヤト             | 受賞       |
| ファジル国際映画祭                     | 観客賞作品賞                                   | 『別離』                   | 受賞       |
| ベルリン国際映画祭                     | 金熊賞                                         | 『別離』                   | 受賞       |
| ベルリン国際映画祭                     | 銀熊賞 (女優賞)                                | 女性キャスト               | 受賞       |
| ベルリン国際映画祭                     | 銀熊賞 (男優賞)                                | 男性キャスト               | 受賞       |
| ベルリン国際映画祭                     | 全キリスト教会賞コンペティション部門           | 『別離』                   | 受賞       |
| ベルリン国際映画祭                     | ベルリナー・モルゲンポスト読者賞               | 『別離』                   | 受賞       |
| シドニー映画祭                         | シドニー映画賞                                 | 『別離』                   | 受賞       |
| サンクトペテルブルク国際映画祭         | グランプリ                                     | 『別離』                   | 受賞       |
| エレバン国際映画祭                     | ゴールデン・アプリコット賞                     | 『別離』                   | 受賞       |
| プーラ映画祭                           | 国際プログラム部門ゴールデン・アリーナ賞作品賞 | 『別離』                   | 受賞       |
| ダーバン国際映画祭                     | 作品賞                                         | 『別離』                   | 受賞       |
| ダーバン国際映画祭                     | 脚本賞                                         | アスガル・ファルハーディー | 受賞       |
| アムステルダム世界映画祭               | パロール観客賞                                 | 『別離』                   | 受賞       |
| メルボルン国際映画祭                   | 観客賞                                         | 『別離』                   | 受賞       |
| イラン映画祝賀賞                       | 作品賞                                         | 『別離』                   | 受賞       |
| イラン映画祝賀賞                       | 監督賞                                         | アスガル・ファルハーディー | 受賞       |
| イラン映画祝賀賞                       | 脚本賞                                         | アスガル・ファルハーディー | 受賞       |
| イラン映画祝賀賞                       | 助演男優賞                                     | シャハブ・ホセイニ         | 受賞       |
| リガ国際映画祭                         | FIPRESCI賞                                     | 『別離』                   | 受賞       |
| アジアフォーカス・福岡国際映画祭       | 福岡観客賞                                     | 『別離』                   | 受賞       |
| サン・セバスティアン国際映画祭         | アナザー・ルック賞                             | 『別離』                   | 受賞       |
| バンクーバー国際映画祭                 | 観客賞                                         | 『別離』                   | 受賞       |
| BBC Four世界映画賞                     | 作品賞                                         | 『別離』                   | 受賞       |
| アジア太平洋映画賞                     | 作品賞                                         | 『別離』                   | 受賞       |
| ニューヨーク映画批評家協会賞           | 外国語映画賞                                   | 『別離』                   | 受賞       |
| ナショナル・ボード・オブ・レビュー賞   | 外国語映画賞                                   | 『別離』                   | 受賞       |
| 英国インディペンデント映画賞           | 外国映画賞                                     | 『別離』                   | 受賞       |
| ロサンゼルス映画批評家協会賞           | 脚本賞                                         | アスガル・ファルハーディー | 受賞       |
| ニューヨーク映画批評家オンライン賞     | 外国語映画賞                                   | 『別離』                   | 受賞       |
| ダラス・フォートワース映画批評家協会賞 | 外国語映画賞                                   | 『別離』                   | 受賞       |
| サテライト賞                           | 外国語映画賞                                   | 『別離』                   | ノミネート |
| シカゴ映画批評家協会賞                 | 外国語映画賞                                   | 『別離』                   | 受賞       |
| シカゴ映画批評家協会賞                 | 脚本賞                                         | アスガル・ファルハーディー | ノミネート |
| サウスイースタン映画批評家協会賞       | 外国語映画賞                                   | 『別離』                   | 受賞       |
| ユタ映画批評家協会賞                   | 外国語映画賞                                   | 『別離』                   | 受賞       |
| オンライン映画批評家協会賞             | 外国語映画賞                                   | 『別離』                   | 受賞       |
| オンライン映画批評家協会賞             | 脚本賞                                         | アスガル・ファルハーディー | ノミネート |
| 全米映画批評家協会賞                   | 脚本賞                                         | アスガル・ファルハーディー | 受賞       |
| 全米映画批評家協会賞                   | 外国語映画賞                                   | 『別離』                   | 受賞       |
| デンバー映画批評家協会賞               | 外国語映画賞                                   | 『別離』                   | 受賞       |
| バンクーバー映画批評家協会賞           | 外国語映画賞                                   | 『別離』                   | 受賞       |
| クリティクス・チョイス・アワード       | 外国語映画賞                                   | 『別離』                   | 受賞       |
| ゴールデングローブ賞                   | 外国語映画賞                                   | 『別離』                   | 受賞       |
| ロンドン映画批評家協会賞               | 助演女優賞                                     | サレー・バヤト             | 受賞       |
| ロンドン映画批評家協会賞               | 脚本賞                                         | アスガル・ファルハーディー | 受賞       |
| ロンドン映画批評家協会賞               | 外国語映画賞                                   | 『別離』                   | 受賞       |
| ロンドン映画批評家協会賞               | 作品賞                                         | 『別離』                   | ノミネート |
| ロンドン映画批評家協会賞               | 監督賞                                         | アスガル・ファルハーディー | ノミネート |
| 英国アカデミー賞                       | 外国語映画賞                                   | 『別離』                   | ノミネート |
| インディペンデント・スピリット賞       | 外国映画賞                                     | 『別離』                   | 受賞       |
| アカデミー賞                           | 外国語映画賞                                   | 『別離』                   | 受賞       |
| アカデミー賞                           | 脚本賞                                         | アスガル・ファルハーディー | ノミネート |

### 批評
- 映画のレビューを集積するウェブサイトRotten Tomatoesは、集計された116件のレビューのうち1件を除くすべてが映画に対して肯定的な評価を下しており、段階評価の平均は8.8/10であったと報告している。また同サイトは批評家の総意を「道徳的に複雑で、サスペンスに満ち、人を惹きつけてやまない『別離』は、切り離せない人間関係の乱雑さを、鋭い洞察と強烈な緊張感で捉えている」としている[15]。有力媒体の批評から100点満点の加重平均値を導くMetacriticは38件の批評を基に95という「全面的支持」の値を示している[16]。

- 『ハリウッド・リポーター』のデボラ・ヤングはベルリン国際映画祭での鑑賞後、「イランの映画製作者が検閲の範囲を超えて意味を持った表現をするのが不可能に思えると、アスガル・ファルハーディーの『別離』はその逆を証明してみせる。一見単純ながら、倫理的、心理的、社会的複雑性を具えた叙述の水準で、映画はイラン社会に焦点を置くことに、今までごく少数の映画しか成し得なかった方法で成功している」と、ファルハーディーによるイランの社会的・宗教的格差の描写の手法を解き、続けて「これまでの監督の作品すべてがそうだったように、出演者は最高の考慮を受けており、リアルな演技は性格描写に類稀なる奥行きを与えている。主演の5人はマームード・カラリの撮影の中で鮮明に印象づけられる。2時間以上の映画であるにもかかわらず、ハイェデェ・サフィヤリのめまぐるしい編集によって、アクションは始めから終わりまで緊張感を維持している」と、映画の技術面を讃えた[17]。

- 『スクリーン・デイリー』のリー・マーシャルは「ファルハーディーは、ヒッチコックの古典を思わせる探求的な歩調の制御と、全く独自の倫理的ニュアンスの感覚を具えた、今日のイランにおける男と女、子供と親、正義と信仰にまつわる、それでいて責任とは、『真実を語ること』の主観性と偶然性とは、そして強情さと自尊心—とりわけ男の—や自己中心主義と暴虐の間の線の曖昧さとは、といった複雑で普遍的な問題を提示する物語を考え出した」と、映画を激賞した[18]。

- 『バラエティ』のアリッサ・サイモンは、映画をファルハーディーの「これまでで最も力強い作品」と位置づけ、「その挑戦的なプロットは、ジェンダー、階級、正義、誠実さといった問題を、激動の風の真っただ中で、貧しく敬虔な家族と衝突する世俗的な中産階級の家族として取り入れ、現代のイラン社会の現実に光を当てている」とした[19]。

- 2016年のイギリスBBC主催の投票では、世界の177人の批評家が「21世紀の偉大な映画ベスト100」の第9位に選出した[20]。

## タイトル
アジアフォーカス・福岡国際映画祭では『ナデルとシミン』という「仮題」が使われた。ベルリン国際映画祭に関する日本の報道においては『別離、ナデールとシミン』あるいは『別離・ナデールとシミン』と表記された。
原題『جدایی نادر از سیمین』は「ナデルとシミンの別れ」を意味し、ローマ字転記すると『Jodái-e Náder az Simin』となる。
映画祭などで使用される国際的な英題は『Nader and Simin, A Separation』だが、アメリカとイギリスでは『A Separation』のタイトルが使われた。